# Lilla Kroksjön (Kinna socken, Västergötland)
Lilla Kroksjön är en sjö i Marks kommun i Västergötland och ingår i Viskans huvudavrinningsområde.